# Konstitutionelle Repetiereinheit

Wiederholeinheit von Polyethylen

Strukturformel von Ethen

Konstitutionelle Repetiereinheit oder Wiederholeinheit ist ein Begriff aus der organischen Chemie bzw. aus der Polymer-Werkstoffkunde. Die Konstitutionelle Repetiereinheit (KRE) ist die kleinste sich wiederholende Einheit innerhalb eines Polymers.
Während der Polymerisierung werden die Monomere, aus denen das Polymer erzeugt wird, einer Veränderung unterworfen. Im einfachsten Fall, z. B. Ethylen zu Polyethylen, werden deren Doppelbindungen gelöst und sie werden zu den kettenbildenden Bindungen, wie im Beispielbild zu sehen. Formal besteht die Kette zwar aus Methylengruppen, da diese jedoch niemals in ungerader Anzahl vorkommen können, ergibt sich als Summenformel der Wiederholeinheit C2H4 und die Molare Masse der Wiederholeinheit zu 28,05 g·mol −1.
Bei anderen Polymeren wie etwa Polyethylenterephthalat (PET) werden Moleküle während der Polymerisation abgespalten, sodass die Zusammensetzung der Wiederholeinheit von der Summe der Monomere abweicht.

Ethylenglycol – Summenformel: C2H6O2; Molare Masse: 62,07 g·mol −1
Terephthalsäure – Summenformel: C8H6O4; Molare Masse: 166,13 g·mol−1
Wiederholeinheit von PET – Summenformel: C10H8O4; Molaren Masse: von 192,17 g·mol−1